# Liste der Nummer-eins-Country-Alben in den USA (2005)
Dies ist eine Liste der Nummer-eins-Alben in den von Billboard ermittelten Verkaufscharts für Country-Alben in den USA im Jahr 2005. In diesem Jahr gab es einundzwanzig Nummer-eins-Alben.

| ← 2004 ← | Liste der Nummer-eins-Country-Alben in den USA | Liste der Nummer-eins-Country-Alben in den USA | Liste der Nummer-eins-Country-Alben in den USA | 2006 →                    |
| \| Zeitraum \| Wo. ges. \| Interpret \| Titel \| Zusätzliche Informationen \| \| (Zeitraum, Wochen auf Platz eins, Interpret, Titel, zusätzliche Informationen) \| \| \| \| \| \| ------------------------------------------------------------------------------ \| -------- \| ------------------- \| ----------------------------------------------- \| ------------------------- \| \| 1. Januar 2005 – 11. Februar 2005 6 Wochen (insgesamt 11) \| 11 \| Shania Twain \| Greatest Hits[1] \| — \| \| 12. Februar 2005 – 25. Februar 2005 2 Wochen (insgesamt 2) \| 2 \| Kenny Chesney \| Be as You Are (Songs from an Old Blue Chair)[2] \| — \| \| 26. Februar 2005 – 4. März 2005 1 Woche (insgesamt 1) \| 1 \| Various Artists \| Totally Country Vol. 4[3] \| — \| \| 5. März 2005 – 11. März 2005 1 Woche (insgesamt 3) \| 3 \| Kenny Chesney \| Be as You Are (Songs from an Old Blue Chair) \| — \| \| 12. März 2005 – 25. März 2005 2 Wochen (insgesamt 3) \| 3 \| Rascal Flatts \| Feels Like Today[4] \| — \| \| 26. März 2005 – 1. April 2005 1 Woche (insgesamt 4) \| 4 \| Kenny Chesney \| Be as You Are (Songs from an Old Blue Chair) \| — \| \| 2. April 2005 – 8. April 2005 1 Woche (insgesamt 1) \| 1 \| Miranda Lambert \| Kerosene[5] \| — \| \| 9. April 2005 – 15. April 2005 1 Woche (insgesamt 1) \| 1 \| Trace Adkins \| Songs About Me[6] \| — \| \| 16. April 2005 – 13. Mai 2005 4 Wochen (insgesamt 4) \| 4 \| Larry the Cable Guy \| The Right to Bare Arms[7] \| — \| \| 14. Mai 2005 – 27. Mai 2005 2 Wochen (insgesamt 2) \| 2 \| Jo Dee Messina \| Delicious Surprise[8] \| — \| \| 28. Mai 2005 – 3. Juni 2005 1 Woche (insgesamt 1) \| 1 \| Dierks Bentley \| Modern Day Drifter[9] \| — \| \| 4. Juni 2005 – 15. Juli 2005 6 Wochen (insgesamt 6) \| 6 \| Toby Keith \| Honkytonk University[10] \| — \| \| 16. Juli 2005 – 5. August 2005 3 Wochen (insgesamt 3) \| 3 \| George Strait \| Somewhere Down in Texas[11] \| — \| \| 6. August 2005 – 12. August 2005 1 Woche (insgesamt 7) \| 7 \| Toby Keith \| Honkytonk University \| — \| \| 13. August 2005 – 19. März 2005 32 Wochen (insgesamt 4) \| 4 \| Rascal Flatts \| Feels Like Today \| — \| \| 20. August 2005 – 2. September 2005 2 Wochen (insgesamt 2) \| 2 \| Faith Hill \| Fireflies[12] \| — \| \| 3. September 2005 – 16. September 2005 2 Wochen (insgesamt 2) \| 2 \| Brad Paisley \| Time Well Wasted[13] \| — \| \| 17. September 2005 – 30. September 2005 2 Wochen (insgesamt 2) \| 2 \| Brooks & Dunn \| Hillbilly Deluxe[14] \| — \| \| 1. Oktober 2005 – 14. Oktober 2005 2 Wochen (insgesamt 2) \| 2 \| Trisha Yearwood \| Jasper County[15] \| — \| \| 15. Oktober 2005 – 21. Oktober 2005 1 Woche (insgesamt 1) \| 1 \| Gretchen Wilson \| All Jacked Up[16] \| — \| \| 22. Oktober 2005 – 28. Oktober 2005 1 Woche (insgesamt 1) \| 1 \| Sara Evans \| Real Fine Place[17] \| — \| \| 29. Oktober 2005 – 4. November 2005 1 Woche (insgesamt 1) \| 1 \| Gary Allan \| Tough All Over[18] \| — \| \| 5. November 2005 – 25. November 2005 3 Wochen (insgesamt 3) \| 3 \| Martina McBride \| Timeless[19] \| — \| \| 26. November 2005 – 2. Dezember 2005 1 Woche (insgesamt 1) \| 1 \| Kenny Chesney \| The Road and the Radio[20] \| — \| \| 3. Dezember 2005 – 9. Dezember 2005 1 Woche (insgesamt 1) \| 1 \| Carrie Underwood \| Some Hearts[21] \| — \| \| 10. Dezember 2005 – 16. Dezember 2005 1 Woche (insgesamt 2) \| 2 \| Kenny Chesney \| The Road and the Radio \| — \| \| 17. Dezember 2005 – 30. Dezember 2005 2 Wochen (insgesamt 3) \| 3 \| Carrie Underwood \| Some Hearts \| — \| |                                                |                                                |                                                |                           |
| ← 2004 |                                                |                                                |                                                | → 2006 →                  |
| Zeitraum | Wo. ges.                                       | Interpret                                      | Titel                                          | Zusätzliche Informationen |
| (Zeitraum, Wochen auf Platz eins, Interpret, Titel, zusätzliche Informationen) |                                                |                                                |                                                |                           |
| 1. Januar 2005 – 11. Februar 2005 6 Wochen (insgesamt 11) | 11                                             | Shania Twain                                   | Greatest Hits                                  | —                         |
| 12. Februar 2005 – 25. Februar 2005 2 Wochen (insgesamt 2) | 2                                              | Kenny Chesney                                  | Be as You Are (Songs from an Old Blue Chair)   | —                         |
| 26. Februar 2005 – 4. März 2005 1 Woche (insgesamt 1) | 1                                              | Various Artists                                | Totally Country Vol. 4                         | —                         |
| 5. März 2005 – 11. März 2005 1 Woche (insgesamt 3) | 3                                              | Kenny Chesney                                  | Be as You Are (Songs from an Old Blue Chair)   | —                         |
| 12. März 2005 – 25. März 2005 2 Wochen (insgesamt 3) | 3                                              | Rascal Flatts                                  | Feels Like Today                               | —                         |
| 26. März 2005 – 1. April 2005 1 Woche (insgesamt 4) | 4                                              | Kenny Chesney                                  | Be as You Are (Songs from an Old Blue Chair)   | —                         |
| 2. April 2005 – 8. April 2005 1 Woche (insgesamt 1) | 1                                              | Miranda Lambert                                | Kerosene                                       | —                         |
| 9. April 2005 – 15. April 2005 1 Woche (insgesamt 1) | 1                                              | Trace Adkins                                   | Songs About Me                                 | —                         |
| 16. April 2005 – 13. Mai 2005 4 Wochen (insgesamt 4) | 4                                              | Larry the Cable Guy                            | The Right to Bare Arms                         | —                         |
| 14. Mai 2005 – 27. Mai 2005 2 Wochen (insgesamt 2) | 2                                              | Jo Dee Messina                                 | Delicious Surprise                             | —                         |
| 28. Mai 2005 – 3. Juni 2005 1 Woche (insgesamt 1) | 1                                              | Dierks Bentley                                 | Modern Day Drifter                             | —                         |
| 4. Juni 2005 – 15. Juli 2005 6 Wochen (insgesamt 6) | 6                                              | Toby Keith                                     | Honkytonk University                           | —                         |
| 16. Juli 2005 – 5. August 2005 3 Wochen (insgesamt 3) | 3                                              | George Strait                                  | Somewhere Down in Texas                        | —                         |
| 6. August 2005 – 12. August 2005 1 Woche (insgesamt 7) | 7                                              | Toby Keith                                     | Honkytonk University                           | —                         |
| 13. August 2005 – 19. März 2005 32 Wochen (insgesamt 4) | 4                                              | Rascal Flatts                                  | Feels Like Today                               | —                         |
| 20. August 2005 – 2. September 2005 2 Wochen (insgesamt 2) | 2                                              | Faith Hill                                     | Fireflies                                      | —                         |
| 3. September 2005 – 16. September 2005 2 Wochen (insgesamt 2) | 2                                              | Brad Paisley                                   | Time Well Wasted                               | —                         |
| 17. September 2005 – 30. September 2005 2 Wochen (insgesamt 2) | 2                                              | Brooks & Dunn                                  | Hillbilly Deluxe                               | —                         |
| 1. Oktober 2005 – 14. Oktober 2005 2 Wochen (insgesamt 2) | 2                                              | Trisha Yearwood                                | Jasper County                                  | —                         |
| 15. Oktober 2005 – 21. Oktober 2005 1 Woche (insgesamt 1) | 1                                              | Gretchen Wilson                                | All Jacked Up                                  | —                         |
| 22. Oktober 2005 – 28. Oktober 2005 1 Woche (insgesamt 1) | 1                                              | Sara Evans                                     | Real Fine Place                                | —                         |
| 29. Oktober 2005 – 4. November 2005 1 Woche (insgesamt 1) | 1                                              | Gary Allan                                     | Tough All Over                                 | —                         |
| 5. November 2005 – 25. November 2005 3 Wochen (insgesamt 3) | 3                                              | Martina McBride                                | Timeless                                       | —                         |
| 26. November 2005 – 2. Dezember 2005 1 Woche (insgesamt 1) | 1                                              | Kenny Chesney                                  | The Road and the Radio                         | —                         |
| 3. Dezember 2005 – 9. Dezember 2005 1 Woche (insgesamt 1) | 1                                              | Carrie Underwood                               | Some Hearts                                    | —                         |
| 10. Dezember 2005 – 16. Dezember 2005 1 Woche (insgesamt 2) | 2                                              | Kenny Chesney                                  | The Road and the Radio                         | —                         |
| 17. Dezember 2005 – 30. Dezember 2005 2 Wochen (insgesamt 3) | 3                                              | Carrie Underwood                               | Some Hearts                                    | —                         |